# Camilla Scala
Camilla Scala (* 9. Juli 1994 in Imola) ist eine italienische Tennisspielerin.

## Karriere
Scala, die für den italienischen Verein Tennis Club Faenza antritt, spielt hauptsächlich auf der ITF Women’s World Tennis Tour, wo sie bislang vier Einzel- und einen Doppeltitel gewann.
In der deutschen Tennis-Bundesliga trat sie 2019 in der 2. Liga für den MTG Mannheim an.
Ihr bislang letztes internationale Turnier spielte Scala im September 2019. Sie wird daher nicht mehr in der Weltrangliste geführt.

## Turniersiege

### Einzel
| Nr. | Datum         | Turnier  | Kategorie   | Belag | Finalgegnerin         | Ergebnis      |
| --- | ------------- | -------- | ----------- | ----- | --------------------- | ------------- |
| 1.  | 1. Mai 2016   | Pula     | ITF $10.000 | Sand  | Anna-Giulia Remondina | 6:1, 5:7, 6:1 |
| 2.  | 5. März 2017  | Hammamet | ITF $15.000 | Sand  | Kaja Juvan            | 2:6, 7:5, 6:2 |
| 3.  | 12. März 2017 | Hammamet | ITF $15.000 | Sand  | Sandra Zaniewska      | 1:6, 6:3, 6:2 |
| 4.  | 7. April 2019 | Tabarka  | ITF $15.000 | Sand  | Sarah Lee             | 6:2, 6:1      |

### Doppel
| Nr. | Datum            | Turnier | Kategorie   | Belag | Partnerin   | Finalgegnerinnen            | Ergebnis          |
| --- | ---------------- | ------- | ----------- | ----- | ----------- | --------------------------- | ----------------- |
| 9.  | 24. Februar 2019 | Antalya | ITF $15.000 | Sand  | Gaia Sanesi | Cristina Dinu Irina Fetecău | 6:74, 6:4, [10:8] |